# William MacSems
William „Bill“ MacSems (* 3. November 1930 in New York City; † 15. Juli 2024 in Sacramento) war ein US-amerikanischer Komponist und Dirigent.

## Leben
MacSems wurde am 3. November 1930 in New York City als Sohn von William „Mac“ MacSems and Rose MacSems (geborene Castiluccio) geboren. Seine Familie zog mit ihm Anfang der 1940er Jahre nach Culver City, wo er 1948 die Alexander Hamilton High School abschloss.
MacSems diente von 1950 bis 1953 bei der United States Air Force als Militärmusiker. Er war zuerst in der Williams Air Force Base bei Phoenix, Arizona und später in der Vance Air Force Base in Enid, Oklahoma stationiert. 1959 erlangte er den Grad eines Bachelor of Arts in Lehramt an der California State University, Los Angeles und war im Anschluss, unterbrochen durch sein Sabbatical 1970 bis 1971, bis 1998 als Musiklehrer an verschiedenen öffentlichen Schulen in Kalifornien und New Jersey tätig.
1967 erlangte MacSems den Master of Arts in Komposition unter Roger Nixon an der San Francisco State University. 1970 bis 1971 lebte er mit seiner Familie in Wien und studierte bei Gottfried von Einem an der Universität für Musik und darstellende Kunst.
1962 erhielt er einen Kompositionsauftrag für die Musikshow zur 200-Jahr-Feier Kaliforniens. 1972 verlieh ihm das San Mateo Arts Council ein Stipendium zur Unterstützung der Produktion seiner Oper The Outcasts of Poker Flat. Die Townsend Opera of Modesto beauftragte ihn 1995 mit einer Komposition als Tribut an das Kalifornische Längstal. Außerdem war er Gründer und Direktor des Pacific Opera Theater.

## Werke
- Suite for Band
- Elegy
- Divergence for wind orchestra
- Highlights from Never Come, Never Go
- Rodeo Rondo
- Out of Cuba
- The Rose Piano Concerto in Eb minor
- Four pieces for Elementary Piano
- Hymn of the Valley für Erzähler, Solist, gemischten Chor und Orchester
- Songs of Love, Kantate für Solisten, gemischten Chor und Orchester
- The Key für Erzähler, gemischten Chor und Orchester, Text von Martin Luther King
- The Outcasts of Poker Flat, Oper nach Bret Harte
- Mardi Gras, Oper, Libretto von Gale Hoffman
- The Gift, Oper nach O. Henry
- Pandora's Box nach Edgar Allan Poe
- Infidel, Libretto von Michael Hall
- Everybody Likes Christmas, Musical
- Never Come Never Go, Musical, Libretto von Robert M. Wyckoff
- Air for Flute & Guitar
- Great Scott für Perkussionsensemble, Bassklarinette und Piccoloflöte
- Turkanschantz Park für Violine oder Cello, Klarinette und Klavier
- Sonata für Klarinette, Cello und Klavier
- Testimony für Streichorchester
- Toot Suite für Bläserquintett
- Stopping by the Woodside nach Robert Frost für gemischten Chor und Klavier
- Humility für gemischten Chor a cappella
- Gold at Coloma nach Stan Halls für gemischten Chor und Klavier
- Let There be Peace für gemischten Chor a cappella
- Three Poems By Emily Dickinson für dreistimmigen gemischten Chor
- No Man Is An Island (Text von John Donne)
- Lay Me Down Midst
- Birds of Frost: three poems by Robert Frost